# Fekete homoki tigriscápa
A fekete homoki tigriscápa (Odontaspis noronhai) a porcos halak (Chondrichthyes) osztályának heringcápa-alakúak (Lamniformes) rendjébe, ezen belül a tigriscápafélék (Odontaspididae) családjába tartozó faj.

## Előfordulása
A fekete homoki tigriscápának két főbb előfordulási területe van. Az egyik az Atlanti-óceánban van; ez Brazíliától kezdve egészen a Portugáliához tartozó Madeira-szigetekig tart. Míg a másik fő állománya a Csendes-óceán közepén és keleti részén van, azaz Hawaii és Amerika közti térségben fordul elő. A Csendes-óceán nyugati felének a középső részén is élhet, bár az itteni jelenlétét további kutatások kell, hogy megerősítsék. A Seychelle-szigetek vizeiben való elterjedése manapság még nincsen bebizonyítva.

## Megjelenése
Ez a porcos hal legfeljebb 367 centiméter hosszú; a nőstény 326 centiméter. 325 centiméteresen már felnőttnek számít. A pofája kúp alakú és gumószerű, a vége lekerekített. A szemei nagyok és ovális alakúak; hiányzik a védő harmadik szemhéja. A testszíne mindenhol egyforma csokoládébarna. A mellúszók kivételével, mindegyik úszó hátsó végén vékony, sötét szegély látható.

## Életmódja
Trópusi és tengeri hal, amely főleg a nyílt vizeket kedveli. Általában 60-1000 méteres mélységekben él. Táplálkozásáról csak keveset tudnak.

## Szaporodása
A fekete homoki tigriscápa álelevenszülő, mivel a kis cápák az anyjuk testében kelnek ki a tojásból, de nem alakul ki köréjük az emlősökhöz hasonló méhlepény, amelyen keresztül az anyjuk táplálni tudná; ehelyett az anyacápa meg nem termékenyített tojásokkal táplálja a kicsinyeit.

## Felhasználása
Ennek a porcos halnak csak kisebb mértékű halászata van.